# 王殿军
王殿军（1960年9月—），男，陕西宜川人，中国数学家，曾任清华大学数学系教授、清华大学附属中学校长，现任北京市海淀区稻香湖学校校长。

## 生平
1982年1月，于陕西师范大学数学系获得理学学士学位。毕业后进入延安大学中文系工作。
1997年7月，于北京大学数学系获得博士学位。
1997年8月至1999年7月，在清华大学做博士后。
1999年8月至2006年12月，在清华大学做副教授、教授。
2007年1月至2022年7月，担任清华大学附属中学校长，2020年在海淀西北创办北京市海淀区稻香湖学校。
2023年，出任廣州博萃德學校（Benenden School中國分校）總督學兼榮譽校長。